# Magnetlager

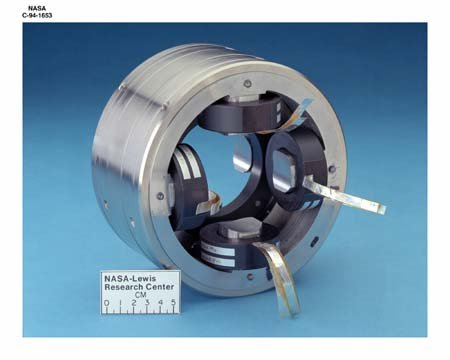
Magnetlager (Stator ohne Rotor)

Magnetlager ermöglichen die Lagerung ohne Materialkontakt durch magnetische Kräfte.

## Typen

### Passive Magnetlager
Nach dem Earnshaw-Theorem ist es durch Ausnutzen des Ferromagnetismus nicht möglich, passive und kontaktfreie Magnetlager zu bauen. Möglich wird dies lediglich durch die Verwendung diamagnetischer Materialien. Da Diamagnetismus bei Normaltemperaturen sehr schwach ausgeprägt ist, können passive Magnetlager faktisch nur als „supraleitende Magnetlager“ realisiert werden. Supraleiter verdrängen wegen des Meißner-Ochsenfeld-Effekts oder „Flux Pinning“ Magnetfelder und üben so eine Kraft auf extern anliegende Magnetfelder aus.

### Aktive Magnetlager

Prinzipaufbau eines Magnetlagers mit Elektromagneten und Regelkreis

Bei aktiven Magnetlagern wird die Lagerkraft durch geregelte Elektromagnete erzeugt, eine Stabilität des Systems wird durch eine geeignete Rückkopplung und elektronische Steuerung gewährleistet. Die grundlegende Erfindung einer derartigen Steuerung geht auf den deutschen Ingenieur Hermann Kemper zurück und wurde von ihm im Jahre 1934 zum Patent angemeldet.
Oft kommen als aktive Magnetlager Kombinationen mit Permanentmagneten zum Einsatz. Die Kombination mit bzw. Integration in einen elektrischen Motor wird als lagerloser Motor bezeichnet.
Aktive Magnetlager benötigen eine ständige Stromversorgung und besitzen zur Absicherung bei Stromausfällen oder Ausfällen der Steuerung ein mechanisches Fanglager, meist bestehend aus einem lockeren Kugel- oder Gleitlager.

### Elektrodynamische Magnetlager
Weiter gibt es noch Sondertypen wie „elektrodynamische Magnetlager“ (erzeugen die Lagerkraft durch Wirbelströme, meist ohne elektronische Regelung).

## Vergleich mit anderen Technologien

### Vorteile
- Kontaktfreiheit:
  - Lagerung durch hermetische Kapselungen möglich
  - Keinen Abrieb, was für staubfreie Umgebungen wichtig ist
  - Keine Abnutzung des Lagers, weshalb die Wartung vereinfacht wird
  - Keine Schmiermittel notwendig, die z. B. im Vakuum verdampfen oder mit der u. U. aggressiven Umgebung reagieren können
  - Thermische, elektrische und mechanische Isolation zwischen Lager und gelagertem Körper
  - Geringe Verluste durch Reibarbeit
  - Hohe Drehzahlen

Bei aktiven Magnetlagern entstehen weitere Vorteile:
- Beeinflussung der Lagerkraft möglich
  - Dämpfung und Steifigkeit in Betrieb variierbar
  - Schwingungen und Unwuchten können aktiv gedämpft werden
- Elektronische Überwachung und Steuerung des Lagers möglich

### Nachteile
- Komplexität und Aufwand
- Relativ geringe Kraftdichte (bis zu etwa 40N/cm²[2])
- Platzbedarf
- Bedarf an Hilfsenergie, z. B. elektrischer Energie zum Betrieb von Elektromagneten

## Anwendungen
Typische Anwendungsbeispiele sind Gas-Ultrazentrifugen, Turbomolekularpumpen, Werkzeugspindeln, Kompressoren und Expander, Schlauchpumpen, Schwungräder und Magnetschwebebahnen.